# Magdalena Grzybowska
Magdalena Grzybowska (22 november 1978) is een tennisspeelster uit Polen.
Zij begon op zevenjarige leeftijd met het spelen van tennis.
In 1997 won zij het $50.000-toernooi van Santa-Clara. In 1999 won ze samen met Eva Bes het ITF-dubbeltoernooi van Bytom.
In de Fed Cup kwam ze tussen 1995 en 2002 uit voor Polen, en speelde 18 wedstrijden.
In 1996 speelde ze op de Olympische zomerspelen van Atlanta als zeventienjarige, maar ze kwam niet verder dan de eerste ronde. Ook in het dubbelspel strandde ze met Aleksandra Olsza in de eerste ronde. Op de Australian Open was ze dat jaar wel succesvol, ze won de meisjesfinale van de Franse Nathalie Dechy.
In 1998 kreeg Grzybowska een knieblessure, waarna ze nooit meer op haar oude niveau terugkwam. In 2002 stopte ze op 24-jarige leeftijd met tennis, en ging naar Parijs om haar universitaire studie af te ronden. Ze is tenniscommentator voor de Poolse afdeling van Eurosport.